# Attila Szabó (Triathlet)
Attila Szabó (* 1988) ist ein ehemaliger ungarischer Duathlet, Triathlet und ungarischer Triathlon-Meister auf der Langdistanz (2013).

## Werdegang
Attila Szabó belegte 2010 den siebten Rang bei der Aquathlon-Weltmeisterschaft U23 in Budapest.
2012 startete er erstmals auf der Triathlon-Langdistanz (3,8 km Schwimmen, 180 km Radfahren und 42,2 km Laufen).
2013 gewann er auf der Halbdistanz (1,9 km Schwimmen, 90 km Radfahren und 21 km Laufen) den Austria-Triathlon in Podersdorf und er wurde im selben Jahr ungarischer Meister auf der Triathlon-Langdistanz.
Im April 2014 wurde er Vize-Staatsmeister auf der Duathlon-Kurzdistanz und im Juli Vize-Staatsmeister auf der Triathlon-Langdistanz.
2015 belegte er in Schweden den 22. Rang bei der Triathlon-Weltmeisterschaft auf der Langdistanz.
Seit 2015 tritt Attila Szabó nicht mehr international in Erscheinung.

## Sportliche Erfolge
| Datum/Jahr    | Rang | Wettbewerb            | Austragungsort | Zeit     | Bemerkung                                                        |
| ------------- | ---- | --------------------- | -------------- | -------- | ---------------------------------------------------------------- |
| 22. Aug. 2015 | 10   | Ironman 70.3 Budapest | Budapest       | 04:01:06 | [ 1 ]                                                            |
| 25. Aug. 2013 | 1    | Austria-Triathlon     | Podersdorf     | 03:56:53 | Halbdistanz (1,9 km Schwimmen, 90 km Radfahren und 21 km Laufen) |
| 25. Aug. 2012 | 2    | Austria-Triathlon     | Podersdorf     |          |                                                                  |

| Datum/Jahr    | Rang | Wettbewerb                                        | Austragungsort | Zeit     | Bemerkung                                       |
| ------------- | ---- | ------------------------------------------------- | -------------- | -------- | ----------------------------------------------- |
| 25. Juli 2015 | 4    | HUN Long Distance Triathlon National Championship | Nagyatád       | 08:47:47 |                                                 |
| 27. Juni 2015 | 22   | ITU Long Distance Triathlon World Championships   | Motala         | 05:26:26 | Triathlon-Weltmeisterschaft auf der Langdistanz |
| 30. Mai 2015  | 1    | Iron Médoc                                        | Hourtin        | 08:30:48 | [ 3 ]                                           |
| 26. Juli 2014 | 2    | HUN Long Distance Triathlon National Championship | Nagyatád       | 08:52:13 |                                                 |
| 31. Mai 2014  | 1    | Iron Médoc                                        | Hourtin        | 08:19:20 | persönliche Bestzeit auf der Ironman-Distanz    |
| 27. Juli 2013 | 1    | HUN Long Distance Triathlon National Championship | Nagyatád       | 08:35:11 |                                                 |

| Datum/Jahr    | Rang | Wettbewerb                          | Austragungsort | Zeit     | Bemerkung                   |
| ------------- | ---- | ----------------------------------- | -------------- | -------- | --------------------------- |
| 12. Apr. 2014 | 2    | HUN Duathlon National Championships | Káptalantóti   | 01:58:09 | Vize-Staatsmeister Duathlon |

| Datum/Jahr   | Rang | Wettbewerb                           | Austragungsort | Zeit     | Bemerkung                       |
| ------------ | ---- | ------------------------------------ | -------------- | -------- | ------------------------------- |
| 8. Sep. 2010 | 7    | ITU Aquathlon World Championship U23 | Budapest       | 00:21:57 | Aquathlon-Weltmeisterschaft U23 |

(DNF – Did Not Finish)